# Szerencsés tévedés (Rossini)
A Szerencsés tévedés (olaszul L'inganno felice) Gioachino Rossini egyfelvonásos operája. Szövegkönyvét Giuseppe Foppa írta. Ősbemutatójára 1812. január 8-án került sor a velencei Teatro Mosében.

## Szereplők
| Szereplő       | Hangfekvés |
| -------------- | ---------- |
| Isabella       | szoprán    |
| Duca Bertrando | tenor      |
| Bartone        | basszus    |
| Tarabotto      | basszus    |
| Ormondo        | basszus    |

## Cselekmény
A történet háttere: A hitvány Ormondo szerelmes Isabellába, aki boldog házasságban élt Bertrando herceggel. Amikor a nő megtagadja Ormondo ajánlatát, a férfi gonosz pletykákat kezd terjeszteni róla és lefizet egy Batone nevű férfit, hogy tegye ki a nőt egy csónakban a tengerre. Azonban egy helyi bányász, Tarabotto megmenti Isabellát, akit az unokahúgaként, Nisaként rejteget tíz évig.
A szín tíz évvel később nyit, amikor Bertrando meglátogatja a bányákat. Isabella, aki még mindig szerelmes a férjébe, felfedi valódi kilétét Tarabottónak, aki megígéri, hogy segítségére lesz. A herceg Ormondóval és Batonéval érkezik a helyszínre, s még mindig szerelmes egykori feleségébe, habár elhitte a pletykákat, hogy az hűtlen volt hozzá. Batone meglátja „Nisát” és rájön, hogy az valójában Isabella álruhában. Kiterveli Ormondóval, hogy még aznap este elrabolják a nőt, de Tarabotto kihallgatja beszélgetésüket. A két gonosztevőt leleplezik, mielőtt sikerülne elrabolniuk Isabellát, akinek valódi történetére fény derül, amikor megmutatja a többieknek hercegnői ruházatát és egy képet a hercegről, amit végig magánál tartott. Bartrando és Isabella újra egymásra talál.

## Híres áriák, zeneművek
- Nyitány
- Cosa dite! - Tarabotto és Isabella kettőse
- Qual tenero diletto - Bertrando áriája
- Una voce m'ha colpito - Batone áriája
- Quel sembiante, quello sguardo - Bertrando, Tarabotto és Isabella terzettje
- Tu mi conosci - Ormondo áriája
- Và taluno mormorando - Batone és Tarabotto duettje
- Al più dolce e caro oggetto - Isabella áriája
- Tacita notte amica - finálé (Batone, Isabella, Tarabotto, Bertrando és Ormondo)